# Aulacocalyceae
Aulacocalyceae es una tribu de plantas pertenecientes a la familia Rubiaceae. 

## Géneros
Según NCBI
- Aulacocalyx
- Belonophora[1]